# Ella Purnell
Ella Summer Purnell (Whitechapel, Londres, Inglaterra; 17 de septiembre de 1996) es una actriz británica, más conocida por sus actuaciones en Never Let Me Go (2010), Intruders (2011), Kick-Ass 2 (2013), Miss Peregrine's Home for Peculiar Children (2016), Arcane (2021) y Fallout (2024).

## Primeros años
Ella Purnell nació y creció en Londres. Tiene 3 hermanos menores.
A los 9 años, comenzó a tomar semanalmente clases de actuación, canto y baile en la Sylvia Young Theatre School. En 2008, cuando tenía 11 años, hizo la obra teatral Oliver! en el Theatre Royal, Drury Lane.

## Carrera

### Cine
En 2015, Purnell protagonizó la película Wildlike interpretando a Mackenzie, escrita y dirigida por Frank Hall Green. La película fue filmada en Alaska.
Al año siguiente, interpretó a una versión más joven de Jane Porter en la película La leyenda de Tarzán, protagonizada por Alexander Skarsgård como Tarzán y Margot Robbie como una versión mayor de Jane Porter. Además, participó en la película de fantasía oscura Miss Peregrine's Home for Peculiar Children, dirigida por Tim Burton, interpretando a Emma Bloom, la cual posee habilidades sobrenaturales. La película recibió críticas de positivas a mixtas y logró recaudar casi $300 millones de dólares con un presupuesto de 110 millones. Purnell declaró que siempre había querido trabajar con Burton.
En 2021 coprotagonizó la película de Netflix Army of the Dead, dirigida por Zack Snyder.

### Televisión
En 2015, Purnell interpretó a Megan Turner en la película para televisión británica de Channel 4 Cyberbully, protagonizada por Maisie Williams. La película recibió críticas positivas. En octubre de 2017, se anunció que había sido elegida para protagonizar la serie basada en el libro de 2006 escrito por Stephanie Danler del mismo nombre Sweetbitter, interpretando a Tess. Esta serie fue estrenada el 6 de mayo de 2018 en Starz. En el mismo año, apareció en la miniserie Ordeal by Innocence interpretando a Hester Argyll.
En 2021 prestó su voz para el personaje de Gwyn en la serie animada Star Trek: Prodigy. En el mismo año también prestó su voz para el personaje de Jinx en la serie animada de Netflix Arcane, basada en los videojuegos de League of Legends. Entre 2021 y 2023 apareció en 11 episodios de la serie Yellowjackets, de la cadena Showtime, en el papel de Jackie Taylor.
Desde 2024 interpreta a Lucy MacLean en la serie de Prime Video Fallout, basada en la popular serie de videojuegos del mismo nombre.

## Vida personal
Además de actuar, es la gerente de eventos y consultora de relaciones públicas para Educate2Eradicate, una organización benéfica encabezada por su mejor amiga, Arifa Nasim, que tiene como objetivo enseñar a los jóvenes sobre los horrores de la mutilación genital femenina.

## Filmografía
| 2010 | Never Let Me Go                             | Ruth (joven)              | Mark Romanek            |
| 2010 | Vivir para siempre                          | Kayleigh                  | Gustavo Ron             |
| 2011 | Candy (cortometraje)                        | Candy                     | Kinga Burza             |
| 2011 | Intruders                                   | Mia                       | Juan Carlos Fresnadillo |
| 2013 | Kick-Ass 2                                  | Dolce                     | Jeff Wadlow             |
| 2014 | Wildlike                                    | Mackenzie                 | Frank Hall Green        |
| 2014 | Maléfica                                    | Maléfica (adolescente)    | Robert Stromberg        |
| 2016 | The Legend of Tarzan                        | Jane Porter (adolescente) | David Yates             |
| 2016 | Miss Peregrine's Home for Peculiar Children | Emma Bloom                | Tim Burton              |
| 2017 | Churchill                                   | Helen Garrett             | Jonathan Teplitzky      |
| 2017 | All Areas                                   | Mia                       | Bryn Higgins            |
| 2018 | UFO                                         | Natalie                   | Ryan Eslinger           |
| 2018 | Oksijan (cortometraje)                      | Inca                      | Edward Watts            |
| 2021 | Army of the Dead                            | Kate Ward                 | Zack Snyder             |

| Televisión    | Televisión          | Televisión      | Televisión                     |
| Año           | Título              | Papel           | Notas                          |
| ------------- | ------------------- | --------------- | ------------------------------ |
| 2015          | Cyberbully          | Megan           | Película para televisión       |
| 2018          | Ordeal by Innocence | Hester Argyll   | Miniserie                      |
| 2018          | Sweetbitter         | Tess            | Elenco principal               |
| 2020          | Belgravia           | Lady Maria Grey | 6 episodios                    |
| 2021–presente | Star Trek: Prodigy  | Gwyn            | Voz protagonista, 40 episodios |
| 2021–2024     | Arcane              | Jinx            | Voz protagonista, 15 episodios |
| 2021–2023     | Yellowjackets       | Jackie Taylor   | 11 episodios                   |
| 2024          | Fallout             | Lucy MacLean    | Reparto principal              |
| 2024          | Sweetpea            | Rhiannon Lewis  | Reparto principal              |

## Premios y nominaciones
| Año  | Premiación                                | Categoría                   | Trabajo nominado | Resultado |
| ---- | ----------------------------------------- | --------------------------- | ---------------- | --------- |
| 2015 | Los Angeles Independent Film Festival     | Mejor actriz                | WildLike         | Ganadora  |
| 2015 | Hill Country Film Festival                | Mejor actriz                | WildLike         | Nominada  |
| 2015 | Gasparilla International Film Festival    | Mejor actuación femenina    | WildLike         | Ganadora  |
| 2015 | Naperville Independent Film Festival      | Mejor actriz                | WildLike         | Nominada  |
| 2015 | Twister Alley International Film Festival | Mejor actriz – Largometraje | WildLike         | Ganadora  |
| 2015 | Myrtle Beach International Film Festival  | Mejor actriz                | WildLike         | Ganadora  |
| 2015 | Richmond International Film Festival      | Mejor actriz                | WildLike         | Ganadora  |